# 포타와토미어
포타와토미어(영어: Potawatomi / Pottawatomie, 포타와토미어: bodwéwadmimwen)는 오대호 주변에 살던 원주민 포타와토미족이 사용하던 모어로, 알곤킨어족의 중앙알곤킨어군에 속한다. 2015년 기준 모어 화자가 10명도 남지 않아 사멸에 임박해 있으며, 다만 미시간과 오클라호마의 연방 공인 부족 공동체 내에서 언어 부활 운동이 있다.

## 같이 보기
- 오지브웨이어